# ریکاردو دوارته
ریکاردو دوارته (اسپانیایی: Ricardo Duarte‎؛ زادهٔ ۹ فوریهٔ ۱۹۴۰) بازیکن بسکتبال اهل پرو بود.
وی در مسابقات کشوری و بین‌المللی در مجموع برندهٔ ۱ مدال نقره، ۲ مدال برنز شده‌است.